# Sommar'n som aldrig säger nej
"Sommar'n som aldrig säger nej"  är en sång som den svenska gruppen Malta (en musikgrupp bestående av Claes af Geijerstam och Göran Fristorp) sjöng då den vann svenska Melodifestivalen 1973 och tävlade i Eurovision Song Contest 1973. Musiken är skriven av Monica och Carl-Axel Dominique och texten av Lars Forssell.

## Beskrivning
Musiken skrevs av Monica och Carl-Axel Dominique, och texten av poeten Lars Forssell. Därur härrör strofen "Dina bröst är som svalor som häckar", en av de mest välkända textpassagerna i svensk melodifestivalhistoria. Texten blev omdebatterad och fick utstå kritik. Forssell kommenterade kritiken i Dagens Nyheter den 5 mars 1973 där han skrev "Vem som helst kan finna min numera tämligen riksbekanta liknelse om brösten och svalorna obegriplig, dum, banal eller helt enkelt larvig. Det kan jag förstå. Det är en fråga om tycke och smak. Men att denna liknelse på något sätt skulle vara förolämpande för kvinnan och kvinnosaken, det går över mitt huvud". Forssell hade skrivit texten på en timme samma dag som tävlingsbidragen skulle lämnas in till TV.
Vid Eurovision Song Contest fick Malta byta namn för att inte förväxlas med landet Malta och framträdde under namnet Nova (felskrivet som The Nova i en TV-skylt.) I engelskspråkig version kallades bidraget "You're Summer". På engelska fanns i sångtexten orden "Your breasts are like swallows nesting", vilket ansågs något opassande vid denna tidpunkt. Bidraget dirigerades av Monica Dominique, vilket tillsammans med israeliska Nurit Hirshs insats samma år innebar premiär för kvinnliga dirigenter i dessa sammanhang. Sverige slutade på femte plats, efter ett komplicerat röstsystem som aldrig kom att användas igen.
Melodin testades på Svensktoppen, där den låg i fem veckor under perioden 22 april-20 maj 1973, och som bäst var trea.
Magnus Carlsson och Wille Crafoord spelade 2009 in en cover på låten, ackompanjerade av Monica Dominique, och släppte den på singel.
Sången är en av titlarna i boken Tusen svenska klassiker (2009).